# Salix pellita
Salix pellita är en videväxtart som beskrevs av Anderss.. Salix pellita ingår i släktet viden, och familjen videväxter. Inga underarter finns listade i Catalogue of Life.